# Себякино
Себякино — деревня в Урицком районе Орловской области России. 
Входит в Луначарское сельское поселение в рамках организации местного самоуправления и в Луначарский сельсовет в рамках административно-территориального устройства.

## География
Расположена в 16 км к юго-востоку от райцентра, посёлка городского типа Нарышкино, и в 27 км к юго-западу от центра города Орёл.

## Население
| 2002 | 2010 |
| ---- | ---- |
| 272  | ↗277 |

Согласно результатам переписи 2002 года, в национальной структуре населения русские составляли 92 % от жителей.